# Шоро (Нарынская область)
Шоро (кирг. Шоро) — село в Нарынском районе Нарынской области Кыргызстана. Входит в состав Ак-Кудукского аильного округа.
Расположено на правом берегу реки Нарын в 51 км к северо-западу от города Нарына.
Население в 2009 году составляло 594 человек
Находится в зоне ожидаемых землетрясений II-категории опасности с возможной балльностью 5-7 единиц.